# Dasyhelea divergens
Dasyhelea divergens är en tvåvingeart som beskrevs av Meillon 1959. Dasyhelea divergens ingår i släktet Dasyhelea och familjen svidknott. Inga underarter finns listade i Catalogue of Life.